# Necropoli Valle Cappellana
La Necropoli Valle Cappellana è una piccola necropoli etrusca che si trova a Barbarano Romano in provincia di Viterbo.

## Descrizione
La necropoli etrusca, si trova nella valle ai piedi settentrionali del colle di San Giuliano, dove si trova l'omonima necropoli, all'interno del Parco regionale Marturanum; il sito è noto per due tombe etrusche scavate sotto altrettanti tumuli; la tomba del Trono e la tomba Margareth, impreziosita da interni riccamente decorati, scoperta tra gli anni '50 e '60 del XX secolo durante gli scavi condotti dall'istituto svedese di studi classici a Roma, così chiamata in onore della nipote di re Gustavo VI Adolfo di Svezia, appassionato archeologo.